# Ascogaster macrogaster
Ascogaster macrogaster är en stekelart som beskrevs av Tang och Marsh 1994. Ascogaster macrogaster ingår i släktet Ascogaster och familjen bracksteklar. Inga underarter finns listade.